# Ömer Yalçın
Ömer Yalçın (* 7. August 1983 in Kozan) ist ein türkischer Fußballspieler.

## Karriere
Yalçın begann mit dem Vereinsfußball in der Jugend von Gaziantepspor. Hier erhielt er 2002 einen Profivertrag, spielte aber weiterhin eine halbe Spielzeit für die Reservemannschaft. Zum Frühjahr wurde er samt Ablösesumme an den Viertligisten der Stadt Gaziantep, an Gaskispor abgegeben. Hier etablierte er sich in zweieinhalb Jahren zu einem der erfolgreichsten Stürmer der TFF 3. Lig. Ab der Saison 2005/06 spielte er zwei Spielzeiten für den Zweitligisten Gaziantep Büyükşehir Belediyespor. Während er die erste Spielzeit nur zum Teil von Anfang an zum Einsatz kam und 18 Ligaspiele mit drei Toren für sich verbuchte, steigerte er seine Leistung in der zweiten Saison. Hier gelangen ihm acht Tore in 29 Ligaspielen. 
Zum Sommer 2007 wechselte er zum Zweitligisten Eskişehirspor. Mit dieser Mannschaft stieg er im Sommer 2008 als Play-off-Sieger der TFF 1. Lig in die Süper Lig auf. Nach einem halben Jahr in der Süper Lig verbrachte er die Rückrunde der Spielzeit 2008/09 beim Zweitligisten Diyarbakırspor. Hier erreichte man zum Saisonende die Vizemeisterschaft der 1. Lig und damit den Aufstieg in die Süper Lig. Für die Saison 2009/10 wurde er an den Zweitligisten Boluspor ausgeliehen. 
2010 löste er seinen Vertrag mit Eskişehirspor auf und wechselte zum Zweitligisten Kayseri Erciyesspor. Für diese Mannschaft spielte er nur die Hinrunde und verbrachte die Rückrunde beim Drittligisten Konya Şekerspor. Für die nächste Saison heuerte er beim Ligakonkurrenten Altay Izmir an.
Zum Sommer 2012 wurde er an den Zweitligisten Gaziantep Büyükşehir Belediyespor ausgeliehen.

## Erfolge
- Eskişehirspor:
  - Play-off-Sieger der TFF 1. Lig (1): 2007/08
  - Aufstieg in die Süper Lig (1): 2007/08

- Diyarbakırspor:
  - Vizemeister der TFF 1. Lig (1): 2008/09
  - Aufstieg in die Süper Lig (1): 2008/09